# Gonzalo Pizarro
Gonzalo Pizarro o bien Gonzalo Pizarro Alonso (Trujillo, Castilla, ca. 1510-Cuzco, Virreinato del Perú, 10 de abril de 1548) fue un conquistador español, hermano paterno menor de Francisco Pizarro y uno de los principales actores de la conquista del Perú y de las guerras civiles entre los conquistadores. Estableció el primer asentamiento hispano en el territorio de los yamparas con la misma ayuda de estos, con el nombre de Charcas (hoy Sucre, capital de Bolivia) en 1538 y descubridor de la mina de plata del cerro de Porco. Encabezó la Gran Rebelión de Encomenderos de 1544 contra la Corona española, en protesta por la dación de las Leyes Nuevas. Fue nombrado Gobernador del Perú (1544-1548). Derrotado por Pedro de la Gasca, en la batalla de Jaquijahuana (9 de abril de 1548), fue apresado, enjuiciado, condenado a muerte y decapitado.
Pese a la controversia Historiográfica que hay con su figura (por la ilegalidad de su rebelión y los intereses oscuros de los encomenderos que lo sostuvieron, aunado a tópicos de la Leyenda negra española), las críticas contemporáneas hacía su persona tuvieron un balance positivo. El mismísimo Pedro de la Gasca declararía que él «gobernaba bien para ser tirano», puesto que trato de legitimar su gobierno a través de actuar como un gobernador justo y racional, que repartió encomiendas según buen criterio (acorde a los aportes hechos por un encomendero a la sociedad, así como a las necesidades económicas de una población), hizo nombramientos según lo pactado previamente, y habría ordenado a los encomenderos que traten a los indios con respeto de sus derechos naturales como personas humanas.

## Primeras actuaciones
Gonzalo Pizarro nació en Trujillo de Extremadura, hacia el año 1510. Fue hijo ilegítimo del capitán Gonzalo Pizarro Rodríguez de Aguilar, quien lo engendró con María Alonso, una molinera de La Zarza, a unas cinco leguas de Trujillo. De este concubinato nació también Juan Pizarro, unos años mayor que Gonzalo. 
Gonzalo creció bajo la vigilancia de su hermano mayor Hernando Pizarro (el único hermano legítimo), quien se encargó de que recibiera una educación de caballero. Cuando Francisco Pizarro, el hermano mayor de la familia (aunque también bastardo), visitó Trujillo en 1529, es posible que viera por primera vez a Gonzalo y Juan. Lo cierto es que los convenció, junto con Hernando, a sumarse a la empresa de la conquista del Perú asegurándoles que se harían ricos.
Gonzalo pasó entonces a América con Francisco Pizarro (1530) y participó en todos los episodios del tercer viaje hasta la captura del Inca Atahualpa el 16 de noviembre de 1532. Gonzalo era un joven apuesto, experto en el manejo de las armas, valiente y excelente jinete que luego sería reconocido como el "mejor lancero" del Perú. Con motivo de la conquista supo destacar por sus dotes militares y participó en todas las acciones de cierta importancia que enfrentó a la caballería española. Posteriormente, asistió a la ocupación del Cuzco y a la fundación española de esa ciudad, donde fue nombrado regidor.
Al final de la fase de las operaciones militares se vio enfrentado a otras necesidades, más propiamente civiles, para las que no estaba en lo más mínimo preparado. Junto a su hermano Juan Pizarro, fue diputado a la regencia del Cuzco y con su irresponsable conducta contribuyó, junto a su igualmente temerario hermano, a provocar la rebelión de Manco Inca.
Al estallar la rebelión de Manco Inca en 1536, fue del grupo de conquistadores españoles ayudado de indígenas que fueron rodeados en el Cuzco por miles de guerreros incas. Bajo las órdenes de Hernando Pizarro y al mando de uno de los cuerpos de caballería, Gonzalo destacó notablemente en la defensa de la ciudad. Con la ayuda de miles de auxiliares cañaris y chachapoyas, los españoles rompieron el cerco y asaltaron la fortaleza de Sacsayhuamán (16 de mayo de 1536), en el transcurso de la cual fue herido mortalmente Juan Pizarro, de una pedrada en la cabeza.
No bien fue contenido Manco Inca, cuando de inmediato surgió la guerra civil entre los conquistadores. Ella tuvo su origen en la disputa entre Francisco Pizarro y Diego de Almagro por la posesión del Cuzco. Diego de Almagro, tras volver de su fracasada expedición a Chile, ocupó el Cuzco en 1537 y apresó a Hernando y Gonzalo Pizarro. Poco después, Hernando fue liberado y Gonzalo se fugó de la prisión, y ambos reorganizaron las tropas pizarristas y se enfrentaron a los almagristas. El encuentro final se produjo en la batalla de las Salinas, cerca del Cuzco (6 de abril de 1538), donde Gonzalo mandaba la infantería pizarrista, teniendo una destacada actuación. Los almagristas fueron derrotados y Diego de Almagro apresado y ejecutado.

### Conquista de Collasuyo
En el Collasuyo, Tiso Yupanqui continua su resistencia con las naciones aimaras, en esto los pacajes y lupacas se separan de la autoridad de Tiso Yupanqui, formando así su propia nación y, deciden atacas a los collas o puquinas (al norte del lago Titicaca), cuando los collas son atacados deciden llamar en auxilio a los españoles, enseguida, Gonzalo acompañó a Hernando se dirigen para la conquista del Collao y Charcas (actual Bolivia), estos vencen con ayuda de los indígenas de Paullu Inca a los aimaras (en el norte del Desaguadero). Los incas y los aimaras —del sur— fieles a Yupanqui, deciden resguardarse y fortificarse en las tierras del actual Cochabamba. Los españoles y sus aliados indígenas liderados por Gonzalo Pizarro, se dirigen a la región de la actual Cochabamba y se enfrentan en diversas batallas contras los incas y aimaras de Yupanqui, siendo la decisiva y última la batalla de Pocona, para entonces los incas contaban con más de diez mil guerreros de la nación yampara, una vez que los españoles y sus indígenas ganan a los fieles de Yupanqui, el cacique de los yamparas, Kuysara, ofrece una alianza entre los yamparas, los denominados charcas y cara-caras y españoles, también ofrece que se adentren y se asienten en sus territorios para que funden una ciudad y que se enfrenten juntos contra los chiriguanaes, esto debido a las amenazas de los chiriguanaes quienes se estaban expandiendo por los valles altos o norteños, estas amenazas se dieron desde los tiempo del inca.
Gonzalo avanzó hacia los territorios de los yamparas y se asentó en la región llamada “Chuquiochata”, Gonzalo regresó al Perú para pedir a su hermano de Francisco Pizarro, permiso de fundación, este le concedió y que tome posesión de sus encomiendas, pero circunstancialmente en lugar de enviar a Gonzalo se envía a Pedro Anzúrez de Camporredondo, el cual, el día 16 de abril de 1540, fundó La Plata (hoy Sucre) en la región de los “Charcas” y “Chuquiochata“, y comenzaron a explotar alas ricas minas de plata de aquella zona y en Porco. Gonzalo se hizo de la valiosa encomienda de Chaqui.

## En busca del País de la Canela

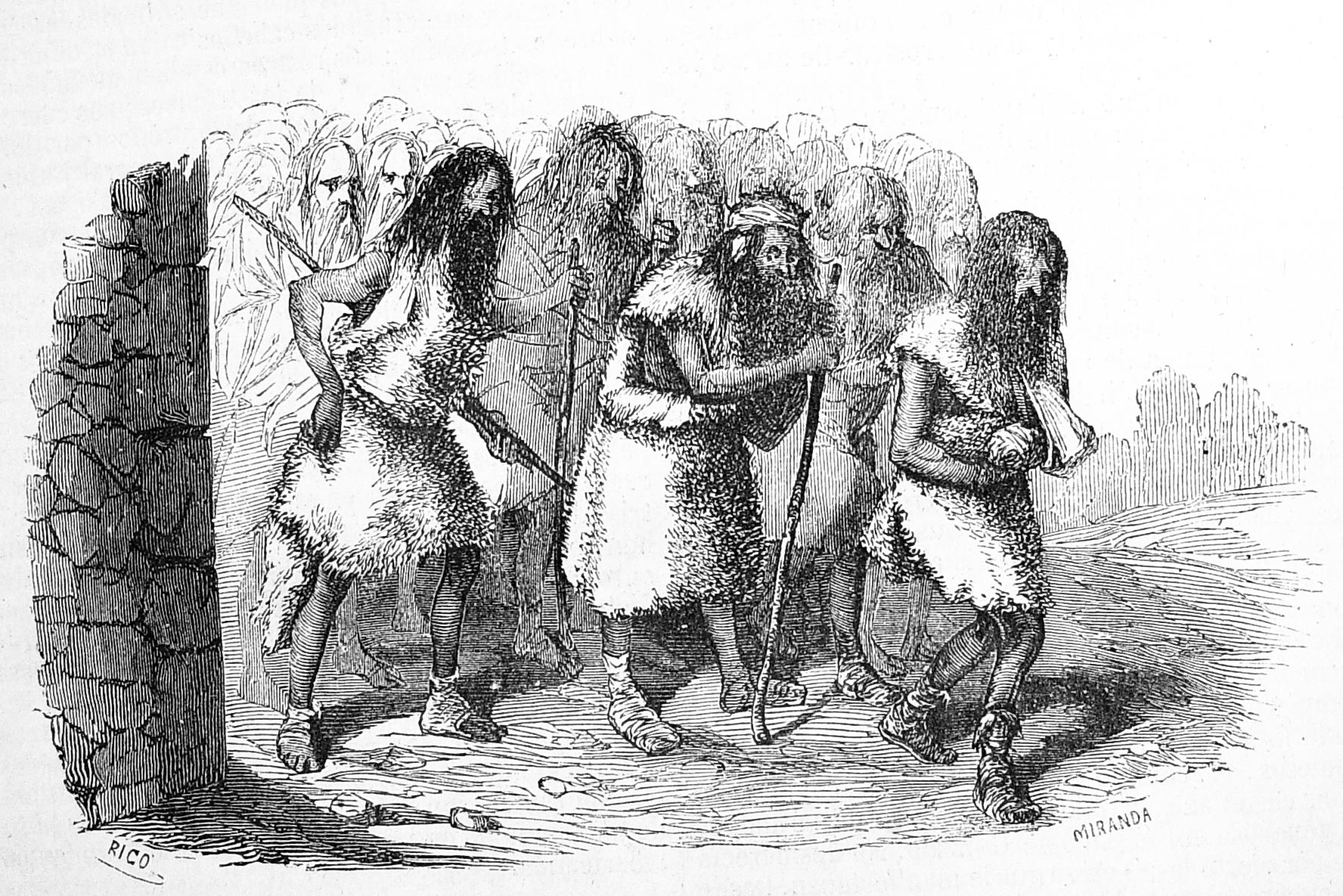
"Gonzalo y su cansada gente llegaron a las mediaciones de Quito" (en Historia de la conquista del Perú, de William H. Prescott, edición en español. 1851).

En noviembre de 1539, Francisco Pizarro, marqués de la Conquista y gobernador de Nueva Castilla decide nombrar a su hermano, Gonzalo Pizarro, como teniente gobernador de Quito (actual Ecuador) y capitán general de la expedición que debía descubrir un lugar al que llamaban el "País de la Canela" y buscar el rastro de un rico reino nativo que algunos llamaban El Dorado y cuyos rumores lo ubicaban al este de Quito en territorio selvático. Gonzalo Pizarro salió entonces de Chaqui, Potosí para formar su expedición en Cuzco desde donde parte en la Navidad de 1540, con 170 españoles y 3,000 nativos americanos y muchos camélidos de carga, llega a Quito en donde manda a su segundo al mando y pariente lejano Francisco de Orellana a Guayaquil para buscar más refuerzo y en febrero de 1541 marcha hacia el oriente.
En el pueblo de Motín lo alcanzó Orellana, quien traía consigo a 23 soldados y caballos para completar la expedición con 220 españoles y 4,000 nativos. Pasaron por Quixos, último lugar conquistado por los incas; en Zumaco acamparon en las faldas del volcán Guacamayo. Días después, encontraron arbolillos de canela, de muy mala calidad, lo que fue su primera decepción. Para colmo, comenzaron a sufrir todo tipo de penalidades y sufrimientos, atacados por insectos y reptiles, así como empezaron a padecer enfermedades por el clima tan insalubre y, lo más grave, el hambre les empezó a aguijonear.
Gonzalo Pizarro dejó a Orellana con la retaguardia y avanzó con la vanguardia hasta el río Coca, al que llamó río de Santa Ana. Allí hizo amistad con el cacique y dispuso que se le unieran Orellana y el resto de la tropa. Junto al río se construyó un bergantín. Se quería ir río abajo en busca de comida, pues el hambre afligía a todos y la gente amenazaba con amotinarse. Orellana pidió a Gonzalo Pizarro que le confiara el bergantín tres o cuatro días para traer comida. Gonzalo aceptó y Orellana partió el 26 de diciembre de 1541. 
Orellana y sus hombres descendieron el río Coca, entraron en el río Napo y, continuando el curso, el 12 de febrero de 1542 descubrieron el famoso Río Grande que después llamarían Río de las Amazonas. Ya sin intención de volver donde Gonzalo, Orellana descendió el curso completo del río, hasta su desembocadura en el Océano Atlántico.
Gonzalo Pizarro, mientras tanto, pasando mil penurias regresó a Quito a los dos años de haber partido, con apenas decenas de famélicos y desnudos españoles, únicos sobrevivientes de la malhadada expedición. Se quejó indignado de la "traición" de Orellana y lo acusó de haberlo abandonado en la selva inhóspita.
En Quito, Gonzalo se enteró del asesinato de su hermano, el gobernador Francisco Pizarro, y de la rebelión de los almagristas encabezados por Diego de Almagro el Mozo. Gonzalo ofreció entonces su apoyo al representante de la corona, el gobernador Cristóbal Vaca de Castro, quien al frente de un poderoso ejército de leales al Rey se dirigía contra los almagristas. Vaca agradeció su gesto, pero cauteloso, no aceptó su ofrecimiento y le rogó que permaneciera en Quito hasta que la situación se normalizara. 
Tras la derrota de los almagristas en la batalla de Chupas (16 de septiembre de 1542), Gonzalo regresó al Cuzco y se entrevistó con Vaca de Castro, a quien le reiteró su lealtad. Siguió luego a Charcas y se retiró a su encomienda de Chaqui, donde se dedicó a la búsqueda de minas de oro y plata. Pensaba tal vez terminar así sus días, disfrutando de los réditos de su encomienda, pero una nueva conmoción le trajo de nuevo a la escena política.

## Rebelión de los encomenderos

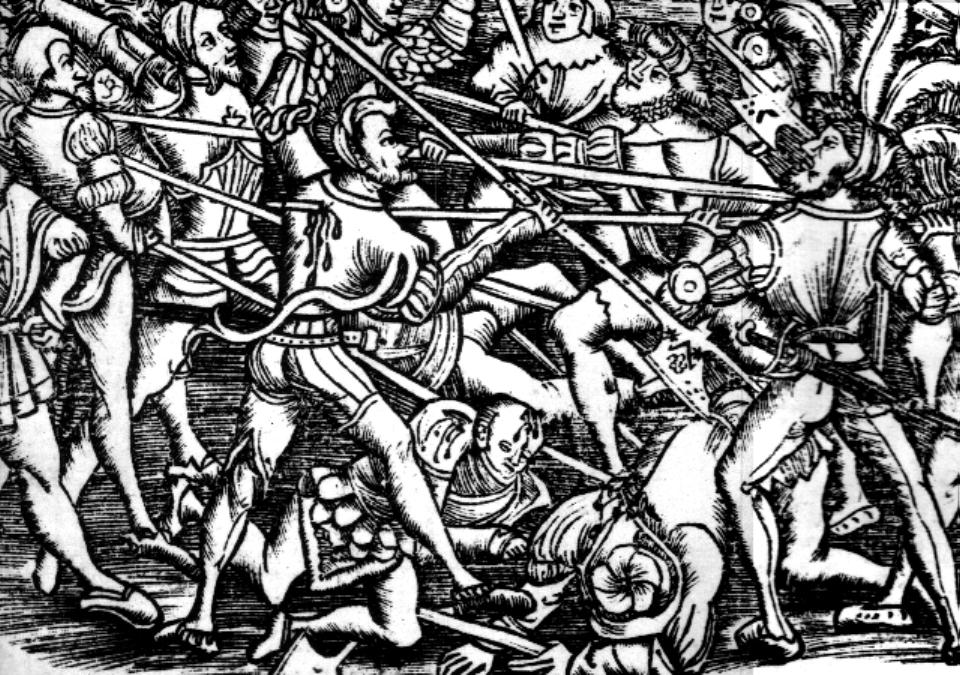
Batalla de Iñaquito y muerte del virrey Blasco Núñez Vela (18 de enero de 1546). Grabado de la “Historia General de las Indias” (1554) de Francisco López de Gómara.

En 1542 la Corona española promulgó las Leyes Nuevas, ideadas por Bartolomé de las Casas en un esfuerzo por proteger a los indígenas; dichas leyes establecían la supresión de las encomiendas y de todo trabajo forzado de los indios. Se creó también el Virreinato del Perú y la Real Audiencia de Lima. Fue elegido como primer virrey del Perú Blasco Núñez Vela y como personal de la Audiencia limeña 4 oidores: Diego Vásquez de Cepeda, Juan Álvarez, Pedro Ortiz de Zárate y Juan Lissón de Tejada. 
Cuando el virrey Núñez Vela llegó al Perú, aplicó enérgicamente el cumplimiento de las Nuevas Leyes. Los encomenderos protestaron indignados y organizaron una rebelión, eligiendo como líder a Gonzalo Pizarro, por entonces rico encomendero en Charcas.
Gonzalo marchó al Cuzco, donde fue magníficamente recibido y proclamado procurador general del Perú para protestar las Leyes Nuevas ante el virrey y, si fuese necesario, ante el propio emperador Carlos I de España (abril de 1544).
En Lima, el virrey Núñez Vela se hizo odioso por sus arbitrariedades, llegando al extremo de asesinar con sus propias manos a un prominente vecino de la ciudad, el factor Illán Suárez de Carbajal. Los oidores de la Audiencia, en su afán de ganar popularidad, se inclinaron a defender los derechos de los encomenderos: hicieron prisionero al virrey (18 de septiembre de 1544) y lo embarcaron de vuelta a España.
Gonzalo Pizarro entró triunfalmente en Lima el 28 de octubre de 1544, al frente de 1200 soldados. Los oidores de la Audiencia de Lima lo nombraron Gobernador del Perú el 21 de noviembre de 1544. Gonzalo respondió nombrando sus tenientes de gobernador: Alonso de Toro en el Cuzco; Francisco de Almendras en Charcas; Pedro de Fuentes en Arequipa; Hernando de Alvarado en Trujillo; Jerónimo de Villegas en Piura, Lope de Ayala en Portoviejo y Gonzalo Díaz de Pineda en Quito. La rebelión contra la Corona española ya era un hecho y no faltaron quienes trataron de convencerle para independizarse y proclamarse Rey del Perú, consejo que Gonzalo desechó, pues esperaba el reconocimiento del Rey de España como Gobernador en virtud de ser hermano de Francisco Pizarro.
Gonzalo Pizarro gozó del apoyo popular; sus hombres lo llamaban el «Gran Gonzalo» y a su alzamiento, la «Gran Rebelión». Mientras tanto, el Virrey logró escapar y desembarcar en Tumbes, dirigiéndose a Quito, donde formó un nuevo ejército y se dirigió hacia el sur; ocupó San Miguel de Piura y llegó hasta Motupe, pero al dudar del poderío de sus fuerzas, decidió evitar el encuentro con los gonzalistas y volvió a marchas forzadas a Quito.
Por su parte, Gonzalo salió de Lima y marchó hacia Trujillo, en busca de las fuerzas del virrey, pero estas ya habían emprendido la retirada. Entonces continuó hacia Quito, donde se enteró de que el virrey había avanzado más al norte, hasta Popayán. Luego de una serie de movimientos, ambas fuerzas se encontraron al fin en las cercanías de Quito. Se trabó la batalla de Iñaquito, el 18 de enero de 1546, que fue muy sangrienta y culminó con la derrota del virrey, quien fue hecho prisionero y decapitado en pleno campo de batalla.
Mientras tanto, en el sur del Virreinato del Perú, el capitán Diego Centeno, leal a la Corona española, al enterarse de la muerte del virrey se levantó en armas contra Gonzalo en La Plata y reagrupó fuerzas en su intento de restablecer la autoridad real. Pero Francisco de Carvajal, el lugarteniente de Pizarro, lo puso en fuga, sin llegar a trabar batalla. Centeno se rehízo pronto y formó un poderoso ejército de 1000 soldados, por lo que Gonzalo Pizarro tuvo que salir de Lima para ir personalmente a combatirlo, pasando por Arequipa y llegando al altiplano. Ambos ejércitos se enfrentaron en la batalla de Huarina, cerca del lago Titicaca, el 20 de octubre de 1547, en la cual fue derrotado Diego Centeno. Fue una gran victoria de los gonzalistas, numéricamente inferiores (solo sumaban 400 soldados), triunfo en gran parte debido a la arcabucería implementada y dirigida por Carvajal.

## Derrota y muerte

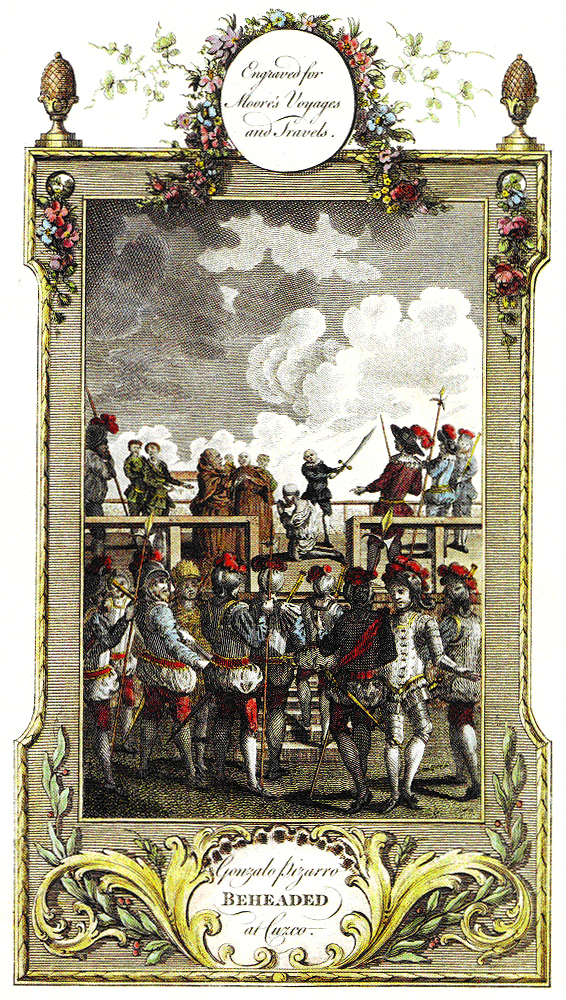
Ilustración del que representa la decapitación de Gonzalo Pizarro.

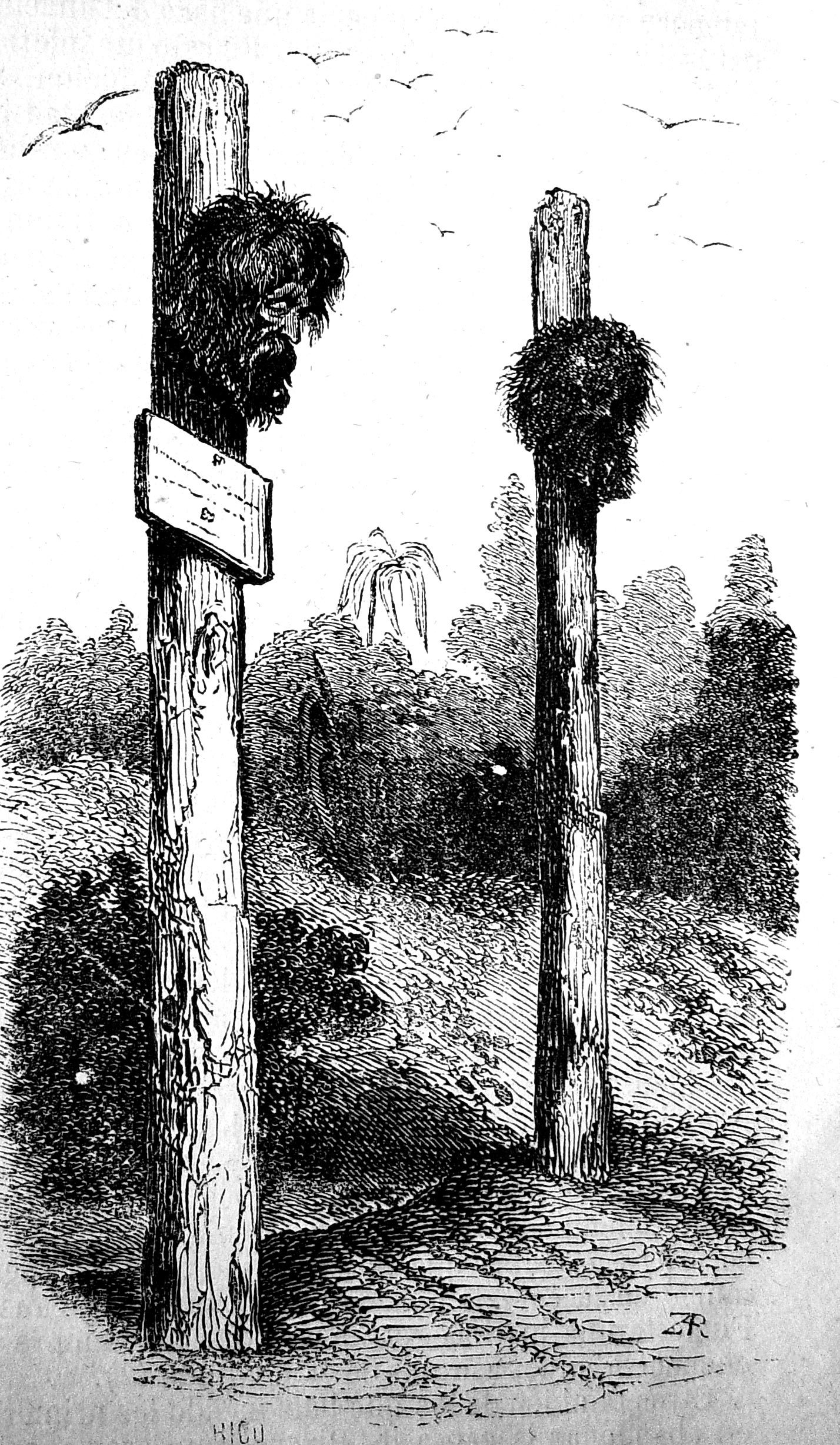
"Cabezas de Gonzalo Pizarro y Francisco de Carvajal". Grabado que aparece en la edición española de la obra de William H. Prescott, 1851.

Gonzalo Pizarro se convirtió en el líder absoluto del Perú. Sin embargo, su poder se desvaneció cuando el nuevo representante de la corona, el sacerdote Pedro de la Gasca, nombrado presidente de la Real Audiencia de Lima y con el título de «Pacificador», llegó a Panamá, ofreció el perdón a los sublevados y derogó las Leyes Nuevas. Las fuerzas de Gonzalo Pizarro empezaron a desertar y a sumarse a La Gasca, comenzando por la Armada, que estaba al mando del almirante Pedro de Hinojosa.
Con dicha armada y muchos hombres, La Gasca enrumbó al Perú. Desembarcó en Tumbes, luego siguió hacia el sur, pasando por Trujillo, Huaylas y Jauja, donde se enteró de la derrota de Huarina. Siguió a Huamanga y Andahuaylas, y se aproximó al Cuzco. Tenía ya un numeroso ejército de 700 arcabuceros, 500 piqueros y 400 jinetes. Mientras que Gonzalo reunió en el Cuzco un ejército de 900 soldados y esperó a su adversario. Ambos ejércitos se enfrentaron en la batalla de Jaquijahuana, en la pampa de Anta o Sacsahuana, el 9 de abril de 1548.
En realidad no hubo batalla sino el desbande de las fuerzas gonzalistas que se pasaron al ejército de La Gasca. La deserción la iniciaron el oidor Cepeda y el capitán Sebastián Garcilaso de la Vega. Gonzalo Pizarro fue preso igual que su lugarteniente Francisco de Carvajal, junto con los demás capitanes rebeldes. Todos fueron decapitados al siguiente amanecer, a excepción de Carvajal, que, por ser plebeyo, fue ahorcado. Las cabezas de Gonzalo y Carvajal fueron enviadas a Lima y expuestas perpetuamente en la Plaza Mayor, dentro de unas jaulas de hierro. Años después, se sumó al conjunto la calavera de Francisco Hernández Girón, otro rebelde ajusticiado. En 1563 todos estos cráneos fueron robados, según lo cuenta el tradicionista Ricardo Palma.
El cadáver descabezado de Gonzalo fue llevado al Cuzco y enterrado de limosna bajo el altar mayor de la iglesia de La Merced, donde ya estaban los cadáveres de Almagro el Viejo y Almagro el Mozo.

## Descripción de Gonzalo Pizarro, por el Inca Garcilaso
El célebre cronista mestizo Inca Garcilaso de la Vega, todavía niño, conoció personalmente a Gonzalo Pizarro, pues su padre era el capitán gonzalista Sebastián Garcilaso de la Vega. En una de sus obras describe de manera benevolente al rebelde, insistiendo en que no era para nada un personaje perverso, arrogante y codicioso, como sus enemigos lo pintaban:

Yo conocí a Gonzalo Pizarro de vista en la ciudad del Cozco, luego que fue a ella después de la batalla de Huarina hasta la de Sacsahuana, que fueron casi seis meses, y los más de aquellos días estuve en su casa, y vi el trato de su persona, en casa y fuera de ella. Todos le hacían honra como a superior, acompañándole doquiera que iba a pie o a caballo, y él se había con todos, así vecinos como soldados, tan afablemente y tan como hermano, que ninguno se quejaba de él. Nunca vi que nadie le besase la mano, ni él la daba aunque se la pidiese, por comedimiento. A todos quitaba la gorra llanamente, y nadie que lo mereciese dejó de hablarle de “vuesa merced”. A Carvajal, como lo hemos dicho, llamaba “padre”; yo se lo oí una vez, que, estando yo con el Gobernador, que como a niño y muchacho me tenía consigo, llegó a hablarle Francisco de Carvajal, y aunque en el aposento no había quien pudiese oírle sino yo, se recató de mí y le habló al oído de manera que aun la voz no le oí. Gonzalo Pizarro le respondió pocas palabras, y una de ellas fue decirle: “Mirad, padre”. 
Vile comer algunas veces: comía siempre en público; poníanle una mesa larga, que por lo menos hacía cien hombres; sentábase a la cabecera de ella, y a una mano y otra, en espacio de dos asientos, no se asentaba nadie. De allí adelante se sentaban a comer con él todos los soldados que querían, que los capitanes y los vecinos nunca comían con él, sino en sus casas. Yo comí dos veces a su mesa, porque me lo mandó, y uno de los días fue el día de la fiesta de la Purificación de Nuestra Señora; su hijo Don Fernando, y Don Francisco su sobrino, hijo del Marqués, y yo con ellos, comimos en pie todos tres en aquel espacio que quedaba de la mesa sin asientos, y él nos daba de su plato lo que habíamos de comer, y vi todo lo que he dicho, y andaba yo en edad de nueve años, que por el mes de abril siguiente los cumplí, a doce de él, y vi lo que he dicho, y como testigo de vista lo certifico. Los historiadores debieron de tener relatores apasionados de odio y rencor, para informarles lo que escribieron. 

También le notan que llevando todos los quintos, y rentas reales, y los tributos de los indios vacos, y de los que andaban contra él, que todo venía a ser más que las dos tercias partes de la renta del Perú, no pagaba la gente de guerra, y que la traía muy descontenta; y cuando le mataron, no dicen que le hallaron tesoros escondidos, donde se ve claro la intención de los relatores. Asimismo le hacen adúltero, con gran encarecimiento de su delito, como es razón que se acriminen casos semejantes, principalmente en los que mandan y gobiernan.
Inca Garcilaso de la Vega, en Historia General del Perú, Libro IV, cap. XLII, año 1616.

## Ancestros
|  |                                         |  |  |  |  |  |  |  |  |  |  |  |  |  |  |  |
|  | Fernando o Hernando Alonso de Hinojosa  |  |  |  |  |  |  |  |  |  |  |  |  |  |  |  |
|  |                                         |  |  |  |  |  |  |  |  |  |  |  |  |  |  |  |
|  |                                         |  |  |  |  |  |  |  |  |  |  |  |  |  |  |  |
|  | Fernando Alonso Pizarro                 |  |  |  |  |  |  |  |  |  |  |  |  |  |  |  |
|  |                                         |  |  |  |  |  |  |  |  |  |  |  |  |  |  |  |
|  |                                         |  |  |  |  |  |  |  |  |  |  |  |  |  |  |  |
|  | Teresa Martínez Pizarro                 |  |  |  |  |  |  |  |  |  |  |  |  |  |  |  |
|  |                                         |  |  |  |  |  |  |  |  |  |  |  |  |  |  |  |
|  |                                         |  |  |  |  |  |  |  |  |  |  |  |  |  |  |  |
|  | Gonzalo Pizarro Rodríguez de Aguilar    |  |  |  |  |  |  |  |  |  |  |  |  |  |  |  |
|  |                                         |  |  |  |  |  |  |  |  |  |  |  |  |  |  |  |
|  |                                         |  |  |  |  |  |  |  |  |  |  |  |  |  |  |  |
|  | Isabel de Vargas y Rodríguez de Aguilar |  |  |  |  |  |  |  |  |  |  |  |  |  |  |  |
|  |                                         |  |  |  |  |  |  |  |  |  |  |  |  |  |  |  |
|  |                                         |  |  |  |  |  |  |  |  |  |  |  |  |  |  |  |
|  | Gonzalo Pizarro y Alonso                |  |  |  |  |  |  |  |  |  |  |  |  |  |  |  |
|  |                                         |  |  |  |  |  |  |  |  |  |  |  |  |  |  |  |
|  |                                         |  |  |  |  |  |  |  |  |  |  |  |  |  |  |  |
|  | María Alonso                            |  |  |  |  |  |  |  |  |  |  |  |  |  |  |  |
|  |                                         |  |  |  |  |  |  |  |  |  |  |  |  |  |  |  |
|  |                                         |  |  |  |  |  |  |  |  |  |  |  |  |  |  |  |

## Descendencia
Gonzalo Pizarro tomó una aborigen noble emparentada con Manco Inca, llamada Inquill Tupac, probable hermana de Túpac Hualpa. Tuvo en ella tres hijos:
- Juan Pizarro Inquill (n. ca. 1535) fallecido joven.
- Francisco Pizarro Inquill, llamado Francisquillo (n. ca. 1536) legitimado en 1544, vivió en Quito hasta 1548, en que el virrey Blasco Núñez de Vela lo tomó de rehén y trató de enviarlo a España. Pero fue el nombrado Presidente de la Real Audiencia de Lima y Gobernador interino, Pedro de La Gasca, quien en 1549 resolvió enviar a Francisco y a su hermana Inés Pizarro Inquill hacia España, junto con Francisca Pizarro Coya, la hija de Juan Pizarro.
- Inés Pizarro Inquill (n. ca. 1540 - Trujillo de la Extremadura castellana, España, en 1588) que fue enviada por La Gasca a España en 1549, junto a su hermano Francisco Pizarro Inquill y su prima Francisca Pizarro Coya. En Trujillo en 1556 se casó con su primo Francisco Pizarro Yupanqui, hijo del asesinado gobernador-marqués Francisco Pizarro, quien había sido también enviado a España junto a su hermana Francisca Pizarro Yupanqui en 1551. Una vez viuda en 1557, volvió a casarse con Francisco de Hinojosa.